# Harare
Harare (denominada Salisbury hasta 1982) es la ciudad más poblada y capital de Zimbabue. Tiene una población estimada de 1.600.000 habitantes, con unas 2.800.111 personas en su área metropolitana (2006). Es el centro administrativo, comercial, y de comunicaciones de Zimbabue. Es centro de comercio para el tabaco, maíz, algodón y cítricos. Su actividad industrial incluye la textil, acero y química. En la zona hay minas de oro.
Harare es la sede de la Universidad de Zimbabue, la mayor institución de estudios superiores de Zimbabue, que se encuentra en el suburbio de Mount Plesant a cinco kilómetros al norte del centro de la ciudad. A pesar del renombramiento de la ciudad, la mayoría de suburbios de la ciudad mantienen sus nombres coloniales europeos que se remontan al siglo XIX, tales como, Warren Park 'D', Borrowdale, Mount Pleasant, Tynwald, Rotten Row y Rietfontein.
Harare es famosa por sus hermosas calles, las cuales están adornadas con jacarandas, y cuando florecen, llenan la ciudad con su hermoso color azul violáceo.

## Historia

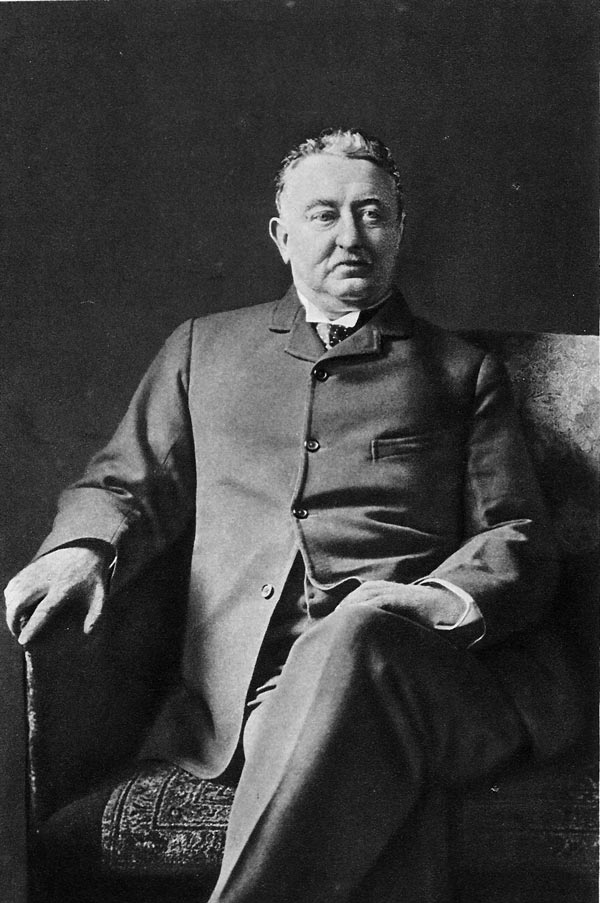
Cecil Rhodes.

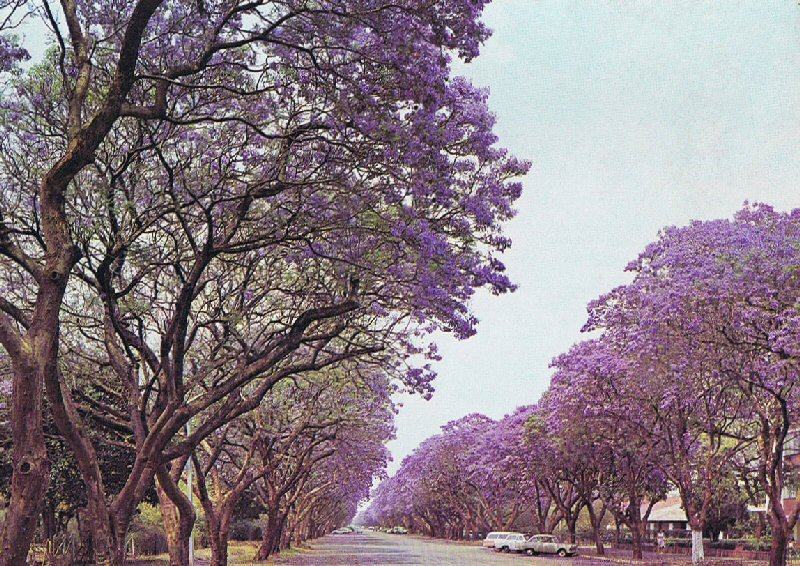
Jacarandas en la Avenida Montagu, en el Centro de Harare.

La ciudad fue fundada en 1890 como un fuerte por la "Columna Pionera", un grupo mercenario organizado por Cecil Rhodes. La ciudad fue originalmente llamada Salisbury en honor al Tercer Marqués de Salisbury, quien en ese entonces era el primer ministro del Reino Unido. Obtuvo el estatuto de ciudad en 1935. Salisbury fue en aquel entonces la capital de la Federación de Rodesia y Nyasalandia desde 1953 hasta 1963.
El nombre de la ciudad se cambió a Harare el 18 de abril de 1982, en el segundo aniversario de la independencia de Zimbabue, el nombre se deriva del nombre del Jefe de la tribu shona, Neharawa.
En los primeros años del siglo XXI, Harare fue gravemente afectada por la crisis política y económica que dominaba a Zimbabue, después de la difícil elección presidencial del 2002 y las elecciones parlamentarias del 2005. La junta parlamentaria electa fue remplazada por una comisión gubernamental debido a su supuesta ineficiencia, y servicios esenciales como limpieza pública y el mantenimiento de las calles empeoraron  rápidamente. En mayo de 2006 el periódico zimbabueño Financial Gazette, describió la ciudad en una editorial como una "ciudad hermosa convertida en un basurero".
En mayo de 2005 el Gobierno de Zimbabue demolió varios asentamientos informales en Harare y otras ciudades del país, en lo que se denominó Operación Murambatsvina (Operación "Sacar la Basura"). Esto causó una fuerte reacción en la comunidad internacional porque dicho plan se llevó a cabo sin ningún aviso previo, y sin tener previsto albergues alternativos para todos aquellos desplazados. Se sospechaba que el plan fue parte de una campaña de represalia a los sectores más pobres de la población urbana, mayoritariamente favorables al partido de oposición, Movimiento por el Cambio Democrático, reduciendo de este modo las posibilidades de protestas y acciones en contra del gobierno mediante la expulsión de los opositores de las ciudades. El gobierno justificó la operación indicando que intentaba reducir el crimen, las epidemias y la prostitución.

## Infraestructuras

### Transporte

#### Transporte urbano
El sistema de transporte público dentro de la ciudad incluye operaciones del sector público y privado. Los primeros consisten en autobuses y trenes de cercanías operados por la Zimbabwe United Passenger Company y la National Railways of Zimbabwe, respectivamente. Anteriormente funcionaban camionetas denominadas, hasta 1993, Taxis de Emergencia. En ese año, el gobierno comenzó a reemplazarlos con autobuses y minibuses con licencia, conocidos oficialmente como ómnibus de cercanías.

#### Transporte ferroviario
Desde Harare parte un servicio diario de trenes de pasajeros hacia Mutare, y otro a Bulawayo, utilizando el ferrocarril Beira-Bulawayo.

#### Transporte aéreo
El Aeropuerto Internacional Robert Gabriel Mugabe es la principal terminal aéreo del país. Es operado por la Civil Aviation Authority of Zimbabwe, y tiene vuelos internacionales entre África y Asia.

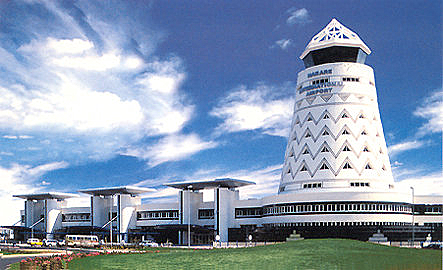
Aeropuerto Internacional Robert Mugabe de Harare.

## Clima
Harare tiene un agradable clima subtropical de tierras altas (Clasificación climática de Köppen: Cwb). La temperatura media anual es de 17,95 °C (64,3 °F), lo que es bajo para las zonas tropicales, y esto se debe a su elevada ubicación y la prevalencia de un fresco flujo de aire sur-oriental.
Hay tres estaciones: una estación cálida y húmeda de noviembre a marzo/abril; una estación fría y seca de mayo a agosto (que corresponde al invierno en el hemisferio sur); y una estación cálida y seca en septiembre/octubre. Los rangos de temperaturas diarias son aproximadamente de 7-22 °C (45-72 °F) en julio (el mes más frío), alrededor de 15-29 °C (59-84 °F) en octubre (el mes más caluroso) y alrededor de 16 a 26 °C (61-79 °F) en enero (pleno verano). El año más caluroso registrado fue 1914 con una temperatura media anual de 19,73 °C (67,5 °F) y el año más frío fue 1965 con 17,13 °C (62,8 °F).
La precipitación media anual es de unos 825 mm (32,5 pulgadas) en el sudoeste, llegando a 855 mm (33,7 pulgadas) en la región alta del noreste (de Borrowdale a Glen Lorne). Normalmente cae muy poca lluvia durante el período de mayo a septiembre, aunque las precipitaciones esporádicas ocurren la mayoría de los años. Las precipitaciones varían mucho de un año a otro y siguen ciclos de períodos húmedos y secos del 7 a 10 años de duración.
El clima favorece la vegetación natural de bosques abiertos. El árbol más común de la región local es el Msasa Brachystegia spiciformis que colorea de vino tinto el paisaje con sus nuevas hojas a finales de agosto. Dos especies sudamericanas de árboles, el Jacaranda y el Flamboyan, que fueron introducidos durante la época colonial, colorean las calles de la ciudad con las de las flores lila de la Jacaranda o las flores rojas de la Flamboyán. Ellas florecen en octubre/noviembre y se plantan en las calles de la capital. También es frecuente la buganvilla.
| Parámetros climáticos promedio de Harare                                          | Parámetros climáticos promedio de Harare | Parámetros climáticos promedio de Harare | Parámetros climáticos promedio de Harare | Parámetros climáticos promedio de Harare | Parámetros climáticos promedio de Harare | Parámetros climáticos promedio de Harare | Parámetros climáticos promedio de Harare | Parámetros climáticos promedio de Harare | Parámetros climáticos promedio de Harare | Parámetros climáticos promedio de Harare | Parámetros climáticos promedio de Harare | Parámetros climáticos promedio de Harare | Parámetros climáticos promedio de Harare |
| Mes                                                                               | Ene.                                     | Feb.                                     | Mar.                                     | Abr.                                     | May.                                     | Jun.                                     | Jul.                                     | Ago.                                     | Sep.                                     | Oct.                                     | Nov.                                     | Dic.                                     | Anual                                    |
| --------------------------------------------------------------------------------- | ---------------------------------------- | ---------------------------------------- | ---------------------------------------- | ---------------------------------------- | ---------------------------------------- | ---------------------------------------- | ---------------------------------------- | ---------------------------------------- | ---------------------------------------- | ---------------------------------------- | ---------------------------------------- | ---------------------------------------- | ---------------------------------------- |
| Temp. máx. abs. (°C)                                                              | 32                                       | 31                                       | 30                                       | 32                                       | 28                                       | 26                                       | 28                                       | 31                                       | 33                                       | 34                                       | 35                                       | 33                                       | 35                                       |
| Temp. máx. media (°C)                                                             | 26.2                                     | 26                                       | 26.2                                     | 25.6                                     | 23.8                                     | 21.8                                     | 21.6                                     | 24.1                                     | 28.4                                     | 28.8                                     | 27.6                                     | 26.3                                     | 25.5                                     |
| Temp. media (°C)                                                                  | 21                                       | 20.9                                     | 20.4                                     | 19.1                                     | 16.6                                     | 14.3                                     | 14.1                                     | 16.3                                     | 20.1                                     | 21.7                                     | 21.6                                     | 21.1                                     | 18.9                                     |
| Temp. mín. media (°C)                                                             | 15.8                                     | 15.7                                     | 14.5                                     | 12.5                                     | 9.3                                      | 6.8                                      | 6.5                                      | 8.5                                      | 11.7                                     | 14.5                                     | 15.5                                     | 15.8                                     | 12.3                                     |
| Temp. mín. abs. (°C)                                                              | 8                                        | 9                                        | 8                                        | 6                                        | 2                                        | 0                                        | 0                                        | 1                                        | 3                                        | 7                                        | 8                                        | 9                                        | 0                                        |
| Precipitación total (mm)                                                          | 190.8                                    | 176.3                                    | 99.1                                     | 37.2                                     | 7.4                                      | 1.8                                      | 2.3                                      | 2.9                                      | 6.5                                      | 40.4                                     | 93.2                                     | 182.7                                    | 840.6                                    |
| Días de precipitaciones (≥ )                                                      | 17                                       | 14                                       | 10                                       | 5                                        | 2                                        | 1                                        | 0                                        | 1                                        | 1                                        | 5                                        | 10                                       | 16                                       | 82                                       |
| Horas de sol                                                                      | 217                                      | 192.1                                    | 232.5                                    | 249                                      | 269.7                                    | 264                                      | 279                                      | 300.7                                    | 294                                      | 285.2                                    | 231                                      | 198.4                                    | 3012.6                                   |
| Fuente n.º 1: World Meteorological Organization Hong Kong Observatory (1961-1990) |                                          |                                          |                                          |                                          |                                          |                                          |                                          |                                          |                                          |                                          |                                          |                                          |                                          |
| Fuente n.º 2: BBC Weather                                                         |                                          |                                          |                                          |                                          |                                          |                                          |                                          |                                          |                                          |                                          |                                          |                                          |                                          |

## Economía
Harare es el principal centro financiero, comercial y de comunicaciones de Zimbabue, así como un centro de comercio internacional de tabaco, maíz, algodón y cítricos. La industria manufacturera, que incluye el textil, el acero y las sustancias químicas, también es importante desde el punto de vista económico, al igual que el comercio de minerales preciosos como el oro, los diamantes, el cromo y el platino. También ha experimentado un bum inmobiliario recientemente, sobre todo en los ricos suburbios del norte, con un aumento espectacular de los precios en la última década, a pesar de los problemas en otros sectores de la economía. Este auge ha sido alimentado en gran medida por miembros de la diáspora zimbabuense y la especulación, con inversores que se cubren contra la moneda local. Sin embargo, el mercado, antes en auge, ha empezado a enfriarse debido a la subida de los tipos de interés en 2019 y a las consecuencias económicas de la pandemia del COVID-19, dejando varios proyectos sin terminar.
Harare ha sido la sede de varias cumbres internacionales, como la 8.ª Cumbre del Movimiento de los No Alineados (6 de septiembre de 1986) y la Reunión de Jefes de Gobierno de la Commonwealth de 1991. Esta última produjo la Declaración de Harare, que establece los criterios de pertenencia de la Commonwealth de Naciones (Commonwealth de Naciones). En 1998, Harare fue la ciudad anfitriona de la 8.ª Asamblea del Consejo Mundial de Iglesias..
Aunque podía parecer que la economía se recuperaba por fin, el optimismo inicial de los inversores tras la toma de posesión del gobierno de Mnangagwa se ha desvanecido en gran medida debido a la lentitud de las reformas para mejorar el entorno empresarial. La economía sufrió una elevada inflación y frecuentes cortes de electricidad en 2019, lo que dificultó aún más la inversión. La falta de aplicación de reformas monetarias adecuadas para complementar los esfuerzos del gobierno por reducir el déficit presupuestario también socavó la confianza de los inversores en el sector financiero. Aunque el gobierno ha insistido repetidamente en su interés por mejorar la transparencia, la facilidad para hacer negocios y la lucha contra la corrupción, los avances siguen siendo limitados bajo la administración de Mnangagwa.
Otro reto para la economía de Harare es la persistente emigración de residentes altamente cualificados y educados al Reino Unido, Australia, Canadá, Irlanda y Nueva Zelanda, en gran parte debido a la recesión económica y a los disturbios políticos. La fuga de cerebros de la ciudad, casi sin precedentes en comparación con otros mercados emergentes, ha provocado el declive de una clase empresarial local, una clase media sobredimensionada y en declive y una escasez de oportunidades de empleo fuera del sector informal y público. Además, los residentes de la clase trabajadora de la ciudad se desplazan cada vez más a las cercanas Sudáfrica y Botsuana, aunque son sustituidos fácilmente por emigrantes rurales con menos recursos. Sin embargo, a pesar de más de una década de abandono, las infraestructuras y el capital humano de la ciudad siguen siendo comparables a los de otras ciudades de África y América Latina. Queda por ver si el gobierno actual puede atraer a su joven, diversa y bien educada diáspora zimbabuense, que cuenta con unos 4 a 7 millones de personas, para que invierta en la economía, y mucho menos para que considere la posibilidad de regresar.

## Cultura

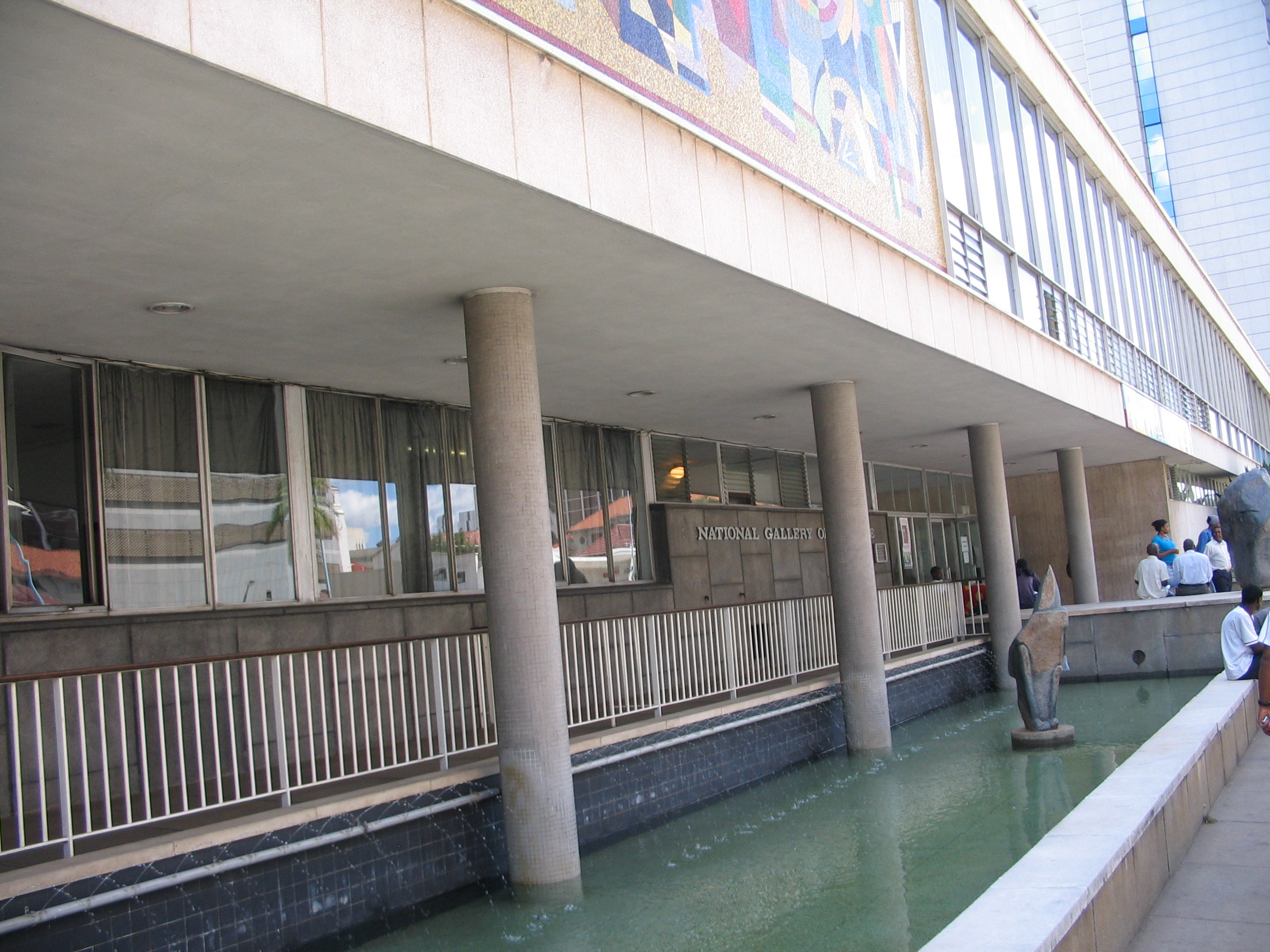
Galería Nacional de Zimbabue.

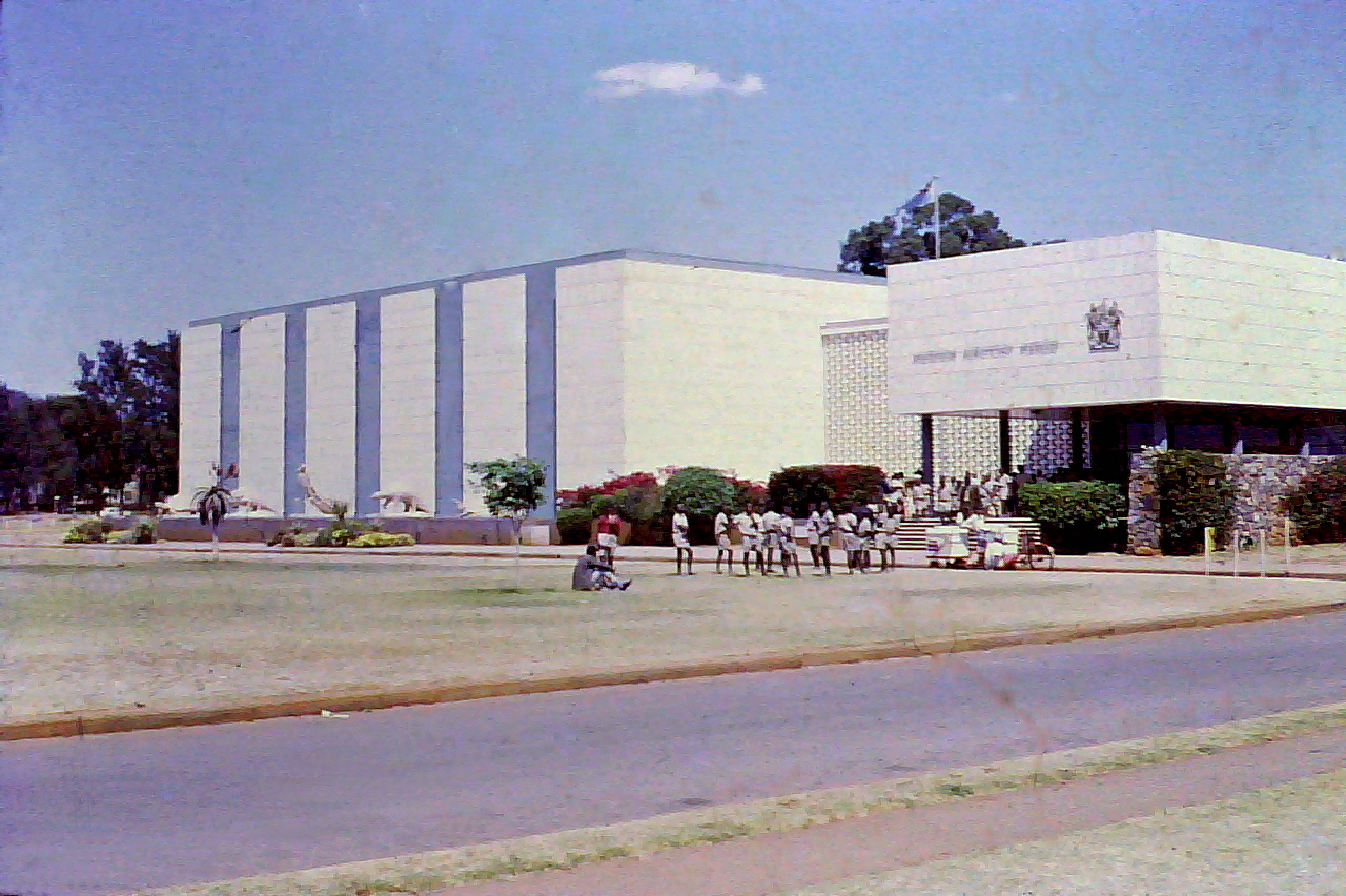
El Zimbabwe Museum of Human Sciences en la década de 1970.

Las artes prosperan en Harare a pesar de la crisis económica y política, cuyos efectos han ofrecido oportunidades para la sátira, la experimentación y la reinvención. Aunque autores y músicos como Doris Lessing, Petina Gappah y Thomas Mapfumo llevan mucho tiempo criticando la corrupción y las deficiencias de los gobiernos de Smith y Mugabe, la aparición de teatro de protesta y crítico desde el año 2000 ha vigorizado la escena artística local. Actores, directores y artistas se han unido a músicos y escritores para criticar la maleficencia política y el público se ha unido a ellos, convirtiendo la escena teatral y artística local en una de las más vibrantes del hemisferio sur.
Entre las instituciones notables de la ciudad se encuentran:
- Galería Nacional de Zimbabue - que alberga exposiciones de arte shona y escultura en piedra
- Acre de los Héroes Nacionales - El Acre de los Héroes es un cementerio y monumento nacional cuyo objetivo es conmemorar a los luchadores independentistas muertos durante la Guerra de Rodas y también a los zimbabuenses contemporáneos cuyo servicio a su país justifica su entierro en el lugar.
- Museo de Ciencias Humanas de Zimbabue (Zimbabwe Museum of Human Sciences)  - cerca de Rotten Row, documenta la arqueología de África meridional desde la Edad de Piedra hasta la Edad de Hierro.
- Parque de Esculturas Chapungu - un parque de esculturas en Msasa Park, que muestra el trabajo de escultores de piedra de Zimbabue. Fue fundado en 1970 por Roy Guthrie, que contribuyó a promover el trabajo de sus escultores en todo el mundo.
- Archivos Nacionales - La galería de la segunda planta tiene una pequeña pero completa muestra de algunos de los artefactos relacionados con Zimbabue que son útiles para entender su historia. Entre ellos hay periódicos, fotografías y otros objetos que detallan los hitos de la historia de Zimbabue, mientras que la exposición del entresuelo se centra en las primeras revueltas Chimurenga, o Ndebele-Shona, de 1896-97, que ponen en perspectiva la lucha histórica por la independencia.[23]
- Jardines Botánicos Nacionales - en Alexandra Park, es un buen lugar para visitar, dar un paseo o ver plantas de Zimbabue o de África meridional y hábitats boscosos como los msasa (Brachystegia spiciformis), el miombo (tipo de sabana) o menos comúnmente las masas arbustivas de tipo fynbos del Cabo.
- Campo de golf Royal Harare: un campo de competición de 18 hoyos que también alberga el Open de Zimbabue cada año, parte del Sunshine Tour; las calles (fairways) están situadas en un bosque de msasa donde hay algunos antílopes que se alimentan de la hierba.
- Santuario de animales Vaughn: a lo largo de las carreteras Shamva y Enterprise, alberga leones, monos vervet y hienas.
- Epworth Balancing Rocks - justo al sur de los límites de la ciudad, alberga grandes y extraordinarias formaciones rocosas y antiguos frisos de arte rupestre
- Parque recreativo de la presa de Cleveland - en la autopista Mutare (A3) magníficos bosques de msasa que bordean los bordes de la presa y bonitas vistas sobre la misma. Se pueden ver cormoranes y garzas, así como varanos acuáticos o cercopitecos verdes (vervet, Chlorocebus pygerythrus) y otros monos. Es mejor evitar los fines de semana.
- Jardines botánicos de Ewanrigg.
- Parque de Leones y Guepardos. Aunque actualmente hay pocos guepardos, si se dispone de pocos días en Harare, o nunca se ha visto un león vivo, merece la pena visitar el parque, ya que está cerca de la ciudad, en la carretera de Bulawayo (A5).
- Mukuvisi Woodlands, en Hillside, comprende 263 hectáreas de bosque autóctono de Msasa y miombo y está muy bien situado para una primera introducción a la caza en Zimbabue. Alberga cebras, jirafas, eland, ñus, avestruces e impalas, incluidas algunas de sus crías nacidas en los bosques, así como una gran variedad de aves y flora autóctona.[24]
- El Eastgate Centre, un centro comercial pionero y de diseño innovador, equidistante de Unity Square y Borrowdale.
- El mercado Mbare Musika es el mayor y más colorido de la ciudadcon una mezcla de productos frescos, arte local y artículos variados. Son las curiosidades las que atraen a los turistas aquí; hay una gran colección de escultura neotradicional, artesanía de madera y cestería. Se encuentra en una zona pobre de la ciudad y abundan los carteristas, por lo que es mejor visitarlo con un grupo turístico.[24]
- The Book Cafe: un centro bohemio de discusión literaria, social y musical donde actúan escritores, poetas, cantantes y otros artistas, sin censura.
- El Teatro Reps, en Belgravia, alberga una amplia gama de actuaciones que van desde la música clásica hasta el teatro experimental y de improvisación.[23]

## Ciudades hermanadas
Harare mantiene un hermanamiento de ciudades con:
- Cantón, China.
- Cincinnati, Ohio, Estados Unidos.
- Kazán, Volga, Rusia.
- Lago, Calabria, Italia.
- Maputo, Mozambique.
- Múnich, Baviera, Alemania.
- Nakhon Ratchasima, Tailandia.
- Nottingham, Inglaterra, Reino Unido.
- Prato, Toscana, Italia.
- Windhoek, Khomas, Namibia.
- Oaxaca, Estado de Oaxaca, México.